# گندی
گندی یک روستا در ایران است که در دهستان ماه‌نشان واقع شده‌است. گندی ۲۶۵ نفر جمعیت دارد.